# Судзука (траса)
34°50′35″ пн. ш. 136°32′26″ сх. д. / 34.84306° пн. ш. 136.54056° сх. д.

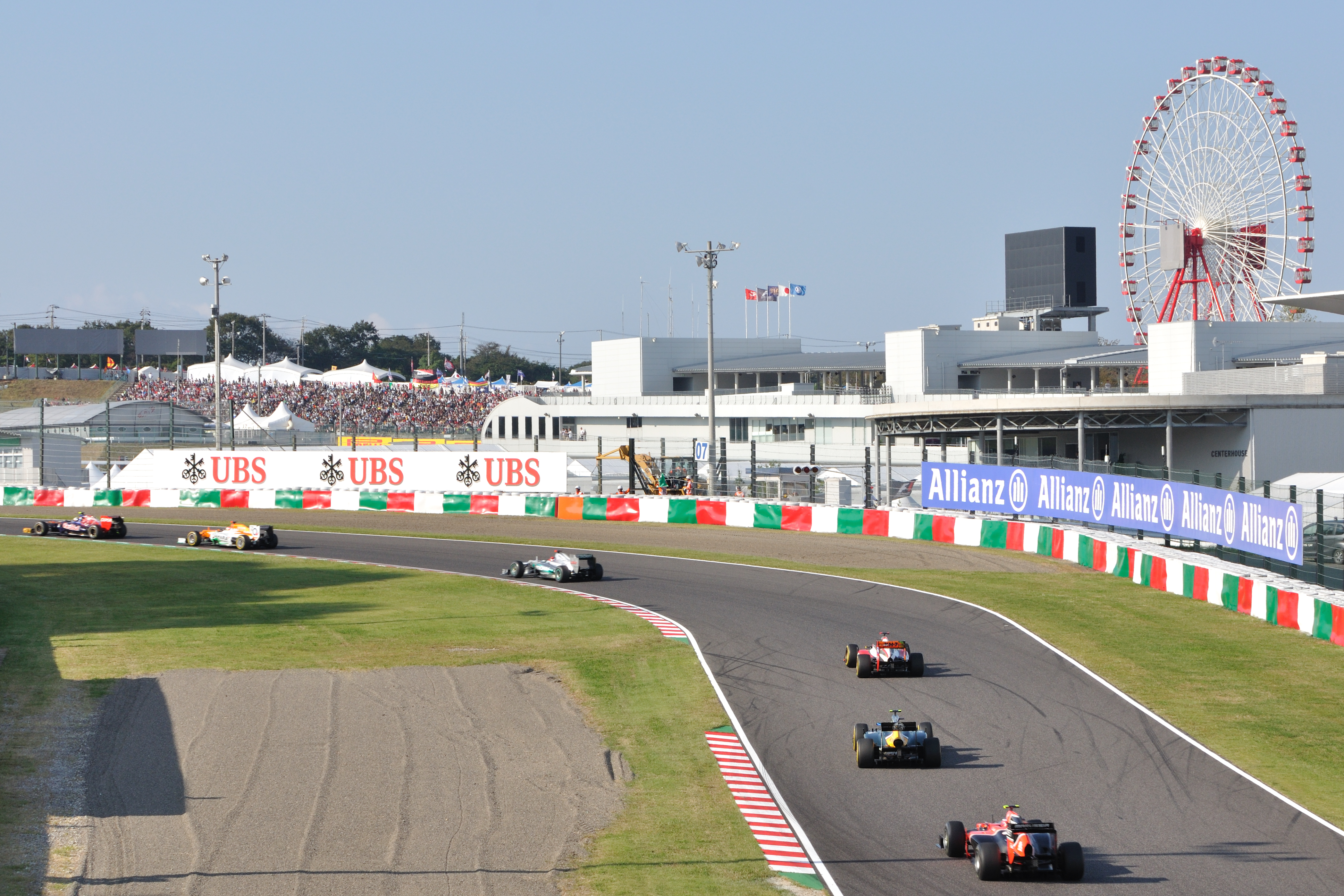
Гран-прі Японії 2012 р.

Судзука (яп. 鈴鹿サーキット судзука са: кітто, англ. Suzuka Circuit) — траса Формули-1, яка розташована у місті Судзука, Префектура Міє, Японія. Траса стає місцем проведення одного з етапів Формули-1 — Гран-прі Японії з 1987 р (за винятком сезонів 2007 та 2008 рр. коли Японія приймала Формулу-1 на трасі Фудзі Спідвей).

## Історія
Історія траси Судзука починається у 1961 р., компанія Honda використовує її для своїх тестів. Двічі, у 1963 та 1964 рр., на ній проводяться позакалендарні етапи Формули-1, а до офіційного списку раундів чемпіонату вона потрапляє вже в 1987.

## Повороти
| № повороту | Назва                         | Фото |
| ---------- | ----------------------------- | ---- |
| 1-2.       | First corner (Перший поворот) |      |
| 3-6.       | S curves (S-подібні повороти) |      |
| 7.         | Dunlop curve (Крива)          |      |
| 8-9.       | Degner                        |      |
| 10-11.     | Hairpin (шпилька)             |      |
| 12.        | 200R                          |      |
| 13-14.     | Spoon (ложка)                 |      |
| 15.        | 130R                          |      |
| 16-17-18.  | Casio Triangle (Трикутник)    |      |

## Переможці Гран-прі Японії на трасі Судзука
| Сезон | №  | Пілот              | Конструктор      | Результат |
| ----- | -- | ------------------ | ---------------- | --------- |
| 2012  | 26 | Себастьян Феттель  | Red Bull Racing  | Результат |
| 2011  | 25 | Дженсон Баттон     | McLaren-Mercedes | Результат |
| 2010  | 24 | Себастьян Феттель  | Red Bull Racing  | Результат |
| 2009  | 23 | Себастьян Феттель  | Red Bull Racing  | Результат |
| 2006  | 20 | Фернандо Алонсо    | Renault          | Результат |
| 2005  | 19 | Кімі Райкконен     | McLaren-Mercedes | Результат |
| 2004  | 18 | Міхаель Шумахер    | Ferrari          | Результат |
| 2003  | 17 | Рубенс Барікелло   | Ferrari          | Результат |
| 2002  | 16 | Міхаель Шумахер    | Ferrari          | Результат |
| 2001  | 15 | Міхаель Шумахер    | Ferrari          | Результат |
| 2000  | 14 | Міхаель Шумахер    | Ferrari          | Результат |
| 1999  | 13 | Міка Хаккінен      | McLaren-Mercedes | Результат |
| 1998  | 12 | Міка Хаккінен      | McLaren-Mercedes | Результат |
| 1997  | 11 | Міхаель Шумахер    | Ferrari          | Результат |
| 1996  | 10 | Деймон Гілл        | Williams-Renault | Результат |
| 1995  | 9  | Міхаель Шумахер    | Benetton-Renault | Результат |
| 1994  | 8  | Деймон Гілл        | Williams-Renault | Результат |
| 1993  | 7  | Айртон Сенна       | McLaren-Ford     | Результат |
| 1992  | 6  | Рікардо Патрезе    | Williams-Renault | Результат |
| 1991  | 5  | Герхард Бергер     | McLaren-Honda    | Результат |
| 1990  | 4  | Нельсон Піке       | Benetton-Ford    | Результат |
| 1989  | 3  | Алессандро Нанніні | Benetton-Ford    | Результат |
| 1988  | 2  | Айртон Сенна       | McLaren-Honda    | Результат |
| 1987  | 1  | Герхард Бергер     | Ferrari          | Результат |